# 得度
得度（とくど）は、仏教における僧侶となるための出家の儀式。
本来、僧侶になるには、仏教教団の10名の先輩構成員（三師七証）の承認があり、戒律を護ることを誓えば誰にでもなれるものであったが、中国や日本に於いては、労役、納税、兵役を免除されていたため、僧侶になる者が続出し、国家の財政を脅かす事態となった。そこで国家は年度や地域毎に僧侶になる人数を制限するために、得度を国家の許可制とした。

## 中国
インドで興起した仏教が中国に伝来すると、仏教本来の教団規律の他に、国家による統制を受けなければならなくなった。
北宋の賛寧は、その著である『大宋僧史略』の巻中「僧籍弛張」において、
仏教は本来は国家の統制を受けるような筋合いのものではないのだが、真実の求道者だけではなく、僧侶の生活が優雅閑雅であることを羨んで、または、徭役を免れようとするような目的によって出家を志す者が頻出するようになり、僧伽の内律のみでは、その弊風を抑制することが無理になってしまい、そこで、国家による統制が加えられることとなり、僧官の設置、僧尼の造籍を見るに至ったのである
ということを述べている。
確かに中国では、僧侶に徭役免除の特権が付与されたため、徭役免除を目的とした出家者が数多く現われ、そのために、国家が出家得度に定数を定めるなどの諸々の抑制策や規制を設けるようになった。さらに、国家公認の僧は僧籍に編成されることとなり、その統制に拍車がかかることとなった。同時に、国家の手によって国家公認の僧であることの証明書としての度牒が発給され、その統制を更に一層強化することとなったのである。

## 日本
日本の古代、律令制度下において、剃髪して僧籍に入ること。
年に一定数の得度を許す年分度と臨時度があり、原則は定員10名。ともに試験に及第して官許された。度者には、官から得度を証明する文書として度牒が発給され、得度者の氏名や年齢、本貫地などを師僧が保障し、玄蕃寮、治部省などの官人や僧綱の署名を得た後、太政官印を受けて支給された。得度者には課役を免除される特権があり、官の許可なく僧となる農民などが出現し、これらは私度（しど）、そうした僧は私度僧（しどそう）と呼ばれ、律令の編目である戸婚律や僧尼令で禁じられた。また、臨時度としては官寺における定員の不足、天皇などの貴人の病気回復などを祈願したもの、貴族などへの褒賞の一環として当該貴族に特定人数の得度（の推挙）を許してその貴族による善行の積み重ねを助けたものなどが挙げられる。
もっとも、私度僧であっても僧侶としての修行・活動がきちんと行われているものに関しては寛容に見られていた節もある。『続日本紀』天平宝字2年（758年）8月朔日（1日）条には天下の諸国で山林などに隠れて10年以上修行を積んでいる「清行逸士」には得度を許したという記事がある。これは「清行逸士」という表現こそ用いているが、度牒を持たないまま長期にわたって修行してきた私度僧が処罰を受けるどころか、逆に正式な僧侶として認められることもあったという事実を示している。以後も六国史などには修行者に得度を許すために試験を行ったという記事が何回も記されており、その受験者の多くが私度僧であったと考えられている。私度僧は違法であり取締りの対象ではあったが、実情においては2本立ての方針が存在し、課役忌避を目的とした私度僧に対しては厳しい取締りが行われた一方で、僧侶としての実態のあるものについてはある程度までは容認されており、その中の優秀者は処罰の対象ではなく、むしろ得度させて体制の中に積極的に取り込む方針があったと考えられている。なお、私度僧で大成した者には円澄（最澄の高弟）、景戒（『日本霊異記』著者）などがある。